# 松田賢弥
松田 賢弥（まつだ けんや、1954年 - 2021年10月8日）は、日本のジャーナリスト。

## 略歴
岩手県北上市出身。出版業界紙「新文化」記者を経てジャーナリストとなり、「週刊現代」を中心に執筆活動を行う。
政界について多くの記事を執筆しており、とりわけ同郷である小沢一郎について多く取り上げ、「小沢一郎の天敵」と評された。2013年、『小沢一郎　淋しき家族の肖像』で第12回新潮ドキュメント賞候補。
2021年10月8日、肺炎による急性心不全の為死去。享年67。

## 著書
講談社
- 闇将軍　―野中広務と小沢一郎の正体―（2003年）
- 無情の宰相 小泉純一郎（2004年）
- 逆臣 青木幹雄（2008年）
- 小沢一郎 虚飾の支配者（2009年）
- 角栄になれなかった男　―小沢一郎全研究―（2011年）
- 絶頂の一族　―プリンス・安倍晋三と六人の「ファミリー」―（2015年）
- 影の権力者　内閣官房長官菅義偉（2016年）
- したたか　―総理大臣・菅義偉の野望と人生―（2021年）

文藝春秋
- 小沢一郎　淋しき家族の肖像（2012年）

さくら舎
- 権力者　血脈の宿命　―安倍・小泉・小沢・青木・竹下・角栄の裸の実像―（2015年）
- 政治家秘書　裏工作の証言（2016年）

## テレビ出演
- 博士の異常な鼎談（TOKYO MX・tvk）